# عمر المالکی
عمر المالکی (عربی: عمر المالكي؛ زادهٔ ۴ ژانویهٔ ۱۹۹۴) بازیکن فوتبال اهل عمان است.
وی همچنین در تیم‌های ملی فوتبال زیر ۲۳ سال عمان و عمان بازی کرده‌است.